# Crimora (Virginia)
Crimora is een plaats (census-designated place) in de Amerikaanse staat Virginia, en valt bestuurlijk gezien onder Augusta County.

## Demografie
Bij de volkstelling in 2000 werd het aantal inwoners vastgesteld op 1796.

## Geografie
Volgens het United States Census Bureau beslaat de plaats een oppervlakte van
8,0 km², geheel bestaande uit land. Crimora ligt op ongeveer 356 m boven zeeniveau.

## Plaatsen in de nabije omgeving
De onderstaande figuur toont nabijgelegen plaatsen in een straal van 16 km rond Crimora.